# アンソニー・ジョルジウ
アンソニー・マイケル・ジョルジウ（Anthony Michael Georgiou, 1997年2月24日 - ）は、イングランド・ロンドン・ルイシャム区・ルイシャム出身のサッカー選手。ウィールドストーンFC所属。ポジションはMF(LMF)。
名前の日本語表記は「ジョルジウ」の他に「ジョージウー」、「ジョージュ」、「ジョージウ」、「ジョージュウ」、「ゲオルギウ」など様々な表記が見られる。

## クラブ経歴

### トッテナム
トッテナム・ホットスパーFCのユース出身。2017-18シーズンの2017年9月26日に行われたUEFAチャンピオンズリーグのグループリーグAPOELニコシア戦で84分にムサ・シソコに代わって出場し、トッテナムでのトップチームデビューを果たした。
2018年夏に行われたインターナショナル・チャンピオンズ・カップでは全3試合に出場し、優勝に貢献した。
2019年冬の移籍市場にてリーガ・エスパニョーラのレバンテUDに半年のローン移籍で加入した。レバンテではセグンダ・ディビシオンBに属するBチーム(アトレティコ・レバンテ)でプレーし、11試合に出場、1ゴールを挙げた。
2019年8月19日、トッテナムとの契約を2021年まで延長した上で、2020年1月までのローンでイプスウィッチ・タウンFCに移籍した。
2020年1月31日、シーズン終了までのローンでボルトン・ワンダラーズFCに加入した。怪我の影響によりボルトンでの初出場は3月7日のAFCウィンブルドン戦にまでもつれた。ボルトンでは新型コロナウイルス感染症の世界的流行を受けてリーグ戦が途中で打ち切られた影響もあり、僅か2試合の出場にとどまった。

### AELリマソール
2021年1月、キプロス・ファーストディビジョンのAELリマソールへ完全移籍で加入した。1月30日に行われたエルミス・アラディプ戦で先発出場し、リーグ戦デビューを果たした。

### レイトン・オリエントFC
2022年6月30日、レイトン・オリエントFCに1年契約で移籍した。

## 代表経歴
2018年3月23日に行われたサッカーモンテネグロ代表との国際親善試合でサッカーキプロス代表デビューを果たした。